# الراهب و المور و موسى بن جلون
الراهب والمور وموسى بن جلون هي رواية 2012 لسعيد أختار ميرزا. تم نشر الكتاب بواسطة هاربر كولينز، ويتبع أربعة طلاب أثناء اكتشافهم لأنفسهم من خلال التعرف على الماضي.

## الحبكة
تركز الرواية على أربعة طلاب يدرسون في جامعة أمريكية ويدرسون التاريخ. يركز الكتاب بشكل خاص على حكاية ريحانة الإيرانية في القرن الحادي عشر، وهي امرأة تتمتع بحماس للتعلم. عندما يدرس الطلاب الماضي، يبدأون في معرفة المزيد عن أنفسهم وكيف يمكن أن تؤثر الإجراءات في الماضي عليهم في الحاضر والمستقبل.

## استقبال
كان الاستقبال النقدي للكتاب إيجابيًا،  حيث وصفته صحيفة ديكان كرونيكل بأنه «عمل جميل». أشاد الهندوس في الغالب بالرواية، لكنهم ذكروا أن فهرسًا أو ببليوغرافيا كان من الممكن أن يكون مفيدًا. كما قدم IBN Live تقييماً إيجابياً، واصفاً إياه بأنه «إضافة رائعة لأي خزانة كتب».